# Heuston Station
Heuston Station (irl.: Stáisiún Heuston) – stacja kolejowa w Dublinie, w Irlandii. Jest jedną z największych stacji kolejowych w kraju. Obsługiwana jest przez Iarnród Éireann. Została otwarta w 1846